# العلاقات الأندورية الكمبودية
العلاقات الأندورية الكمبودية هي العلاقات الثنائية التي تجمع بين أندورا وكمبوديا.

## مقارنة بين البلدين
هذه مقارنة عامة ومرجعية للدولتين:
| وجه المقارنة                                              | أندورا                                                     | كمبوديا                   |
| --------------------------------------------------------- | ---------------------------------------------------------- | ------------------------- |
| المساحة (كم2)                                             | 468                                                        | 181.03 ألف                |
| عدد السكان (نسمة)                                         | 76.18 ألف                                                  | 16.01 مليون               |
| الكثافة السكانية (ن./كم²)                                 | 16.28 ألف                                                  | 88.44                     |
| العاصمة                                                   | أندورا لا فيلا                                             | بنوم بنه                  |
| اللغة الرسمية                                             | اللغة الكتالونية                                           | اللغة الخميرية            |
| العملة                                                    | يورو                                                       | ريال كمبودي، دولار أمريكي |
| الناتج المحلي الإجمالي (بليون دولار)                      | 3.01 مليار                                                 | 22.16 مليار               |
| الناتج المحلي الإجمالي (تعادل القوة الشرائية) بليون دولار |                                                            | 54.37 مليار               |
| الناتج المحلي الإجمالي الاسمي للفرد دولار أمريكي          |                                                            | 1.16 ألف                  |
| الناتج المحلي الإجمالي للفرد دولار أمريكي                 |                                                            | 3.26 ألف                  |
| مؤشر التنمية البشرية                                      | 0.858                                                      | 0.555                     |
| رمز المكالمات الدولي                                      | +376                                                       | +855                      |
| رمز الإنترنت                                              | .ad                                                        | .kh                       |
| المنطقة الزمنية                                           | ت ع م+01:00، توقيت وسط أوروبا، ت ع م+02:00، أوروبا/أندورا ‏ | ت ع م+07:00               |

## منظمات دولية مشتركة
يشترك البلدان في عضوية مجموعة من المنظمات الدولية، منها:
| علم المنظمة | اسم المنظمة                   | تاريخ انضمام أندورا | تاريخ انضمام كمبوديا |
| ----------- | ----------------------------- | ------------------- | -------------------- |
|             | منظمة الشرطة الجنائية الدولية | ?                   | ?                    |
|             | الأمم المتحدة                 | 28 يوليو 1993       | 14 ديسمبر 1955       |
|             | منظمة حظر الأسلحة الكيميائية  | ?                   | ?                    |
|             | يونسكو                        | 20 أكتوبر 1993      | 3 يوليو 1951         |
|             | الاتحاد الدولي للاتصالات      | 12 نوفمبر 1993      | 10 أبريل 1952        |

## وصلات خارجية
- موقع وزارة الخارجية الأندورية
- موقع وزارة الخارجية الكمبودية